# Valantia hispida
Valantia hispida är en måreväxtart som beskrevs av Carl von Linné. Valantia hispida ingår i släktet Valantia och familjen måreväxter.

## Underarter
Arten delas in i följande underarter:
- V. h. eburnea
- V. h. hispida